# ألكسندر إيفانوف (متسابق مشي)
ألكسندر إيفانوف (بالروسية: Иванов, Александр Алексеевич) هو متسابق مشي روسي. فاز بالميدالية الذهبية في بطولة العالم لألعاب القوى سنة 2013.

## الميداليات
| الميدالية | المسابقة                                |
| --------- | --------------------------------------- |
| ذهبية     | بطولة العالم لألعاب القوى 2013          |
| فضية      | بطولة أوروبا لألعاب القوى 2014          |
| فضية      | بطولة العالم للناشئين لألعاب القوى 2012 |

## روابط خارجية
- ألكسندر إيفانوف على موقع الاتحاد الدولي لألعاب القوى (الإنجليزية)